# حصار سراي
حصار سراي (يوليو - أغسطس 1420) كان حصاراً لمينة سراي، العاصمة الاسمية للقبيلة الذهبية.

## خلفية
بعد وفاة يرمفيردن، سعى كل من دولت بردي وأولوغ محمد للسيطرة على القبيلة الذهبية. وجد بردي، ابن يرمفيردن، نفسه مقتصراً على حكم شبه جزيرة القرم. وأولوغ محمد، من ناحية أخرى يسيطر على سراي وكان قد سيطر مؤخرًا على قبيلة نوجاي، مما رفع وضعه إلى حد لا يُحصى. بالإضافة إلى ذلك، هزم محمد جنود دولت في عدة مناوشات صغيرة. ردا على ذلك، سار بردي إلى سراي في يوليو 1420. 

## حصار
تم الدفاع عن سراي بشكل ضعيف في ذلك الوقت ووجد محمد نفسه غير مهيأ لهجوم. في أوائل أغسطس حشد قواته وتمكن من كسر الحصار لفترة كافية للهروب. قوات بردي احتلت بعد ذلك المدينة.

## ما بعد الكارثة
فر محمد إلى تابعيه في قبيلة نوجاي، حيث لا يزال يحتفظ بالسلطة عليهم، وتنامى تقدير بردي داخل القبيلة. ومع ذلك، كان هذا لفترة قصيرة. بعد ذلك بسنتين فقط، هزم برق خان بردي ومحمد وسيطر على القبيلة لنفسه.